# Gyrinus natator
Espèce
Gyrinus natator (littéralement: gyrin nageur) est une petite espèce d'insectes coléoptères, de 4,8 à 5,5 millimètres, que l'on trouve à la surface des mares et des étangs dans la région paléarctique, mais plus au nord que l'espèce voisine et plus commune Gyrinus substriatus. On la rencontre en Europe de la France à la Scandinavie, en passant par les pays baltes, jusqu'en Russie. Elle se trouve également dans les îles Britanniques.